# Pierre Monteux
Pierre Monteux (Parijs, 4 april 1875 - Hancock (Maine), 1 juli 1964) was een Franse orkestdirigent, die later Amerikaans staatsburger werd. Zijn zoon was de fluitist, dirigent en muziekpedagoog Claude Monteux (1920-2013).

## Leven en werk
Monteux ging op 9-jarige leeftijd viool studeren aan het Conservatoire de Paris. In 1896 deelde hij de vioolprijs van het Conservatoire met Jacques Thibaud. Reeds als 14-jarige schnabbelde hij als tweede violist in het orkest van de Folies Bergère. Later studeerde hij ook altviool bij Théophile Laforge. Hij werd op 17-jarige leeftijd lid van het Quatuor Geloso, waarmee hij op tournee ging door grote delen van Europa en een strijkkwartet van Brahms speelde in tegenwoordigheid van de componist. Hij begon samen te spelen met andere opkomende musici als Pablo Casals, Alfred Cortot en George Enescu, met wie hij vrienden voor het leven werd. Als solo-altist van de Concerts Colonne van 1893 tot 1912 kreeg hij de kans zich ook als dirigent te bekwamen. In 1902 assisteerde hij André Messager in de Opéra-Comique bij de première van Claude Debussy's opera Pelléas et Mélisande.
Na een jaar dirigentschap in Dieppe werd Monteux in 1911 aangesteld bij de Ballets Russes van Serge Diaghilev in Parijs. Hier dirigeerde hij de premières van Stravinsky's balletmuzieken Petroesjka (1911) en Le Sacre du printemps (1913). Laatstgenoemd werk riep in het Théâtre des Champs-Élysées een complete opstand op bij het publiek, dat schrok van de woeste muziek en nog meer van de schokkende choreografie van Vaslav Nijinsky, maar Monteux bleef schijnbaar onverstoorbaar doordirigeren. Ook Daphnis et Chloé (1912) van Ravel en Jeux (1913) van Debussy werden voor het eerst onder zijn leiding uitgevoerd. Sindsdien werd hij als een specialist in Russische en Franse muziek beschouwd.
Aan het begin van de Eerste Wereldoorlog vervulde Monteux twee jaar militaire dienstplicht. Daarna vertrok hij naar de Verenigde Staten, waar hij in de jaren 1917-19 dirigeerde bij de Metropolitan Opera in New York. Vervolgens werkte hij tot 1924 bij het Boston Symphony Orchestra, waar hij veel Franse muziek introduceerde. In dat jaar trad hij aan bij het Concertgebouworkest in Amsterdam als "eerste dirigent" naast Willem Mengelberg. Hij bleef hier tien jaar aan, gecombineerd met het chef-dirigentschap van het Orchestre symphonique de Paris in de jaren 1929-35.
In 1935 aanvaardde Monteux een benoeming bij het San Francisco Symphony Orchestra, Hij bleef daar tot 1952 en maakte vanaf 1941 vele opnamen voor RCA Victor. In 1943 stichtte hij een eigen school voor dirigenten en orkestmusici in Hancock in de staat Maine, waar hij inmiddels woonde. In 1946 liet hij zich naturaliseren tot Amerikaans staatsburger.
Vanaf 1951 tot aan zijn dood was Monteux terug bij het Boston Symphony Orchestra als vaste gastdirigent. Daarnaast aanvaardde hij in 1961 de benoeming tot chef-dirigent van het London Symphony Orchestra. De 86-jarige had een 25-jarig contract bedongen met het recht daarna nog eens 25 jaar door te gaan. Pierre Monteux was 89 jaar toen hij stierf in zijn woonplaats Hancock in 1964.

## Karakterisering
Monteux stond bekend als een joviale, no-nonsense-dirigent met een zwierige zwarte (later witte) walrussnor. Hij had een precieze, zeer duidelijke dirigeerslag en streefde naar een helder doortekend klankbeeld. Hij was wars van sterallures en gaf zijn studenten - onder wie Lorin Maazel, Neville Marriner, André Previn en David Zinman - de boodschap mee dat het niet gaat om de 'verheven' interpretatie van de dirigent, maar om de muziek zelf. Orkestmusici werkten graag met Monteux en hij was wereldwijd populair bij het concertpubliek. In de Hollywood Walk of Fame is hem vanwege zijn plaatopnamen een ster toebedeeld.

## Le Sacre
Monteux dirigeerde niet alleen de geruchtmakende wereldpremière van Stravinsky's Le Sacre du printemps in Parijs in 1913. Zijn naam blijft ook aan dit werk verbonden doordat hij in 1924 met het Boston SO de Amerikaanse première bracht in Carnegie Hall in New York. Onder de toehoorders was de 15-jarige Elliott Carter, die zo onder de indruk was, dat hij op dat moment besloot zijn leven aan de muziek te gaan wijden.
Monteux was ook de eerste die van  Le Sacre een grammofoonopname maakte, in 1929 met het "Grand Orchestre Symphonique" (in feite het Orchestre symphonique de Paris) op vier 78 toerenplaten van het label Disque Gramophone. In 1945 nam hij het werk opnieuw op met het San Francisco SO, in 1951 met het Boston SO en in 1954 met het orkest van het Conservatoire de Paris (steeds op RCA Victor). Opnamen van Monteux' live-uitvoeringen van Le Sacre in 1955 (Parijs) en 1957 (Boston) verschenen als bootleg op piratenlabels.
Stravinsky en Monteux bleven levenslang bevriend. In 1955, bij Monteux' 80e verjaardag, schreef Stravinsky zijn Greeting Prelude voor hem als een "gezongen telegram". In 1963, bij het 50-jarig jubileum van Le Sacre du printemps, leidde Monteux het London Symphony Orchestra in de Royal Albert Hall in tegenwoordigheid van Stravinsky zelf. Componist en dirigent kregen een ovationeel applaus dat 15 minuten duurde. Monteux zelf had eerder verklaard: "Ik wil dit werk alleen nog maar bij twee gelegenheden dirigeren: als het vijftig jaar oud is in 1963 en als ik zelf honderd ben in 1975". Het eerste heeft hij kunnen waarmaken, het tweede niet.

## Wereldpremières
- Stravinsky, Petroesjka, Ballets Russes, Parijs, 13 juni 1911
- Ravel, Daphnis et Chloé, Ballets Russes, Parijs, 8 juni 1912
- Debussy, Jeux, Ballets Russes, Parijs, 15 mei 1913
- Stravinsky, Le Sacre du printemps, Ballets Russes, Parijs, 29 mei 1913
- Stravinsky, Le Rossignol, Parijs, 26 mei 1914
- Arthur Foote, A Night Piece for Flute and Strings, Boston Symphony, april 1923
- Poulenc, Concert champêtre (Wanda Landowska, klavecimbel), Parijs, 3 mei 1929
- Aleksandr Tsjerepnin, Pianoconcert nr. 3, met de componist als solist, Parijs, 5 februari 1933

- Biblioteca Nacional de España: XX847732
- Bibliothèque nationale de France: cb138976454 (data)
- Catàleg d'autoritats de noms i títols de Catalunya: 981058517237306706
- CiNii: DA09125118
- Gemeinsame Normdatei: 122700198
- International Standard Name Identifier: 0000 0000 8390 2683
- Library of Congress Control Number: n81144517
- Nationale Bibliotheek van Letland: 000274429
- MusicBrainz: 8ec67a1b-3b02-403f-9781-23824c0eca0a
- Bibliotheek van het Japanse parlement: 00621153
- Nationale Bibliotheek van Tsjechië: xx0075226
- Nationale Bibliotheek van Israël: 987007312220205171
- Nederlandse Thesaurus van Auteursnamen: 104093293
- LIBRIS: 222288
- SNAC: w6bp03df
- Système universitaire de documentation: 033147795
- Trove: 871577
- Virtual International Authority File: 66652504
- WorldCat: E39PBJjCWVcFTFb7rgqWkvCCwC